# Lysimachia iniki
Lysimachia iniki är en viveväxtart som beskrevs av K.L. Marr. Lysimachia iniki ingår i släktet lysingar, och familjen viveväxter. Inga underarter finns listade i Catalogue of Life.